# The Calling
The Calling ist eine Rockband, die in Los Angeles (Kalifornien) von Alex Band und Aaron Kamin gegründet wurde. Sie erlangten im Jahr 2001 internationale Bekanntheit mit ihrer Single Wherever You Will Go, konnten diesen Erfolg aber nicht wiederholen und gelten heute als One-Hit-Wonder. Der Bandname basiert auf der retrospektiven Betrachtung des bisherigen Karrierewegs und des Glaubens, dass ihre Musik eine Berufung sei. Die gemeinsame Band wurde zeitweise ausgesetzt, da Alex Band Solopläne verfolgt.

## Bandgeschichte
Aaron Kamin war mit Taryn Band, der Schwester von Alex Band liiert, und fand im Sommer 1996 in deren Haus die Gitarre von Alex. Auch wenn dieser erst 15 Jahre alt, und damit vier Jahre jünger als Kamin war, überzeugte er ihn doch mit seinen Gesangskünsten. Die Beziehung zur Schwester zerbrach bald an der Musik der beiden. Zusammen mit einem Schlagzeuger (58) und einem Bassisten (40) spielten sie zunächst als Generation Gap, mussten sich jedoch auf Drängen von RCA Records von den beiden trennen, um einen Plattenvertrag zu erhalten.
Im Sommer 2000 ergänzten Billy Mohler, Sean Woolstenhulme und Nate Wood die Band. Den ersten Erfolg in Deutschland verzeichneten sie mit ihrer Single Wherever You Will Go, die sowohl im Film Coyote Ugly zu hören war, als auch in der Werbung zur damals neuen Serie Star Trek: Enterprise verwendet wurde. Der Song wurde ursprünglich von Alex Band und Aaron Kamin geschrieben, nachdem Kamins Cousine verstorben war. Er bezieht sich auf ihren Ehemann, mit dem sie über 50 Jahre verheiratet war und beschäftigt sich mit der Frage, wie es nach ihrem Tod weitergehen soll und ob sich die beiden einmal wiedersehen werden. Durch die Terroranschläge am 11. September 2001 wurde der Song zu einer „Hymne an die Hoffnung“.
Eigentlich wäre die Band auch im Soundtrack zu Summer Catch zu hören gewesen, musste allerdings wegen Einspruchs der Plattenfirma den selbstgeschriebenen Song an Radford abgeben.
Im Juli 2001 erschien das Album Camino Palmero, das sich sehr gut verkaufte. Der Name für das Album stammt von der Straße, in der sich die beiden kennengelernt hatten. Es folgten Touren als Vorgruppe für Lifehouse und Michelle Branch, bevor sie im Februar 2002 als Headliner erneut aufbrachen.
Im Jahr 2003 nahm Alex Band einen Song mit Carlos Santana auf. Der Titel lautet Why Don’t You and I und wurde ursprünglich von Chad Kroeger (Nickelback) gesungen. Wegen Problemen mit Kroegers Plattenfirma wurde dann allerdings Alex Band für die Aufnahme der Single ausgesucht. In Deutschland wurden beide Versionen im Radio gespielt.
2004 erschien das Album II, auf dem nur noch Kamin und Band als Bandmitglieder zu hören waren. Im Juni 2005 wurde die Trennung bekannt gegeben, woraufhin Alex Band versprach, voraussichtlich Mitte 2006 ein Soloalbum zu veröffentlichen. Das Soloalbum von Frontmann Alex Band wurde am 29. Juni 2010 in Nordamerika veröffentlicht.
In Interviews anlässlich seines ersten Soloalbums behauptete Band, dass The Calling nie eine richtige Band gewesen sei. Er habe alle Mitglieder angeheuert und bezahlt: „Mein Label damals wollte einfach ein Band-Image. Sie zeigten Bandmitglieder auf T-Shirts, Fotos usw., was ein echtes Problem wurde, weil keiner dieser Bandmitglieder bei meinem Label irgendetwas unterschrieben hatten, keiner irgendwelche Songs schrieb oder während der Aufnahmen dabei war. Das waren nur Sessionplayers. Es kam immer alles von mir.“
Im August 2013 gab die Band ihr Comeback bekannt. Ein neues Album wurde für 2014 angekündigt. Nur wenige Stunden später wurde Frontmann Alex Band nach einem Auftritt auf einem Musikfestival von Unbekannten entführt und verprügelt.

## Diskografie

### Studioalben
| Jahr | Titel          | Höchstplatzierung, Gesamtwochen, AuszeichnungChartplatzierungen (Jahr, Titel, Platzierungen, Wochen, Auszeichnungen, Anmerkungen) | Höchstplatzierung, Gesamtwochen, AuszeichnungChartplatzierungen (Jahr, Titel, Platzierungen, Wochen, Auszeichnungen, Anmerkungen) | Höchstplatzierung, Gesamtwochen, AuszeichnungChartplatzierungen (Jahr, Titel, Platzierungen, Wochen, Auszeichnungen, Anmerkungen) | Höchstplatzierung, Gesamtwochen, AuszeichnungChartplatzierungen (Jahr, Titel, Platzierungen, Wochen, Auszeichnungen, Anmerkungen) | Höchstplatzierung, Gesamtwochen, AuszeichnungChartplatzierungen (Jahr, Titel, Platzierungen, Wochen, Auszeichnungen, Anmerkungen) | Anmerkungen                         |
| Jahr | Titel          | DE | AT | CH | UK | US | Anmerkungen                         |
| ---- | -------------- | --- | --- | --- | --- | --- | ----------------------------------- |
| 2001 | Camino Palmero | DE8 (19 Wo.)DE | AT9 (15 Wo.)AT | CH26 (26 Wo.)CH | UK12 Platin · (34 Wo.)UK | US36 Platin · (38 Wo.)US | Erstveröffentlichung: 10. Juli 2001 |
| 2004 | Two            | DE17 (7 Wo.)DE | AT19 (6 Wo.)AT | CH23 (7 Wo.)CH | UK9 Silber · (9 Wo.)UK | US54 (3 Wo.)US | Erstveröffentlichung: 8. Juni 2004  |

### Kompilationen
- 2011: The Very Best Of

### Singles
| Jahr | Titel Album                         | Höchstplatzierung, Gesamtwochen, AuszeichnungChartplatzierungen (Jahr, Titel, Album, Platzierungen, Wochen, Auszeichnungen, Anmerkungen) | Höchstplatzierung, Gesamtwochen, AuszeichnungChartplatzierungen (Jahr, Titel, Album, Platzierungen, Wochen, Auszeichnungen, Anmerkungen) | Höchstplatzierung, Gesamtwochen, AuszeichnungChartplatzierungen (Jahr, Titel, Album, Platzierungen, Wochen, Auszeichnungen, Anmerkungen) | Höchstplatzierung, Gesamtwochen, AuszeichnungChartplatzierungen (Jahr, Titel, Album, Platzierungen, Wochen, Auszeichnungen, Anmerkungen) | Höchstplatzierung, Gesamtwochen, AuszeichnungChartplatzierungen (Jahr, Titel, Album, Platzierungen, Wochen, Auszeichnungen, Anmerkungen) | Anmerkungen                           |
| Jahr | Titel Album                         | DE | AT | CH | UK | US | Anmerkungen                           |
| ---- | ----------------------------------- | --- | --- | --- | --- | --- | ------------------------------------- |
| 2001 | Wherever You Will Go Camino Palmero | DE16 Gold · (11 Wo.)DE | AT8 (21 Wo.)AT | CH7 (29 Wo.)CH | UK3 ×2Doppelplatin · (30 Wo.)UK | US5 ×2Doppelplatin · (45 Wo.)US | Erstveröffentlichung: 22. Mai 2001    |
| 2002 | Adrienne Camino Palmero             | DE68 (4 Wo.)DE | AT50 (4 Wo.)AT | CH64 (4 Wo.)CH | UK18 (3 Wo.)UK | — | Erstveröffentlichung: September 2002  |
| 2003 | For You Daredevil (O.S.T.)          | DE80 (5 Wo.)DE | — | CH91 (1 Wo.)CH | — | — | Erstveröffentlichung: 24. März 2003   |
| 2004 | Our Lives Two                       | DE63 (5 Wo.)DE | AT72 (1 Wo.)AT | CH72 (4 Wo.)CH | UK13 (5 Wo.)UK | — | Erstveröffentlichung: 30. März 2004   |
| 2004 | Things Will Go My Way Two           | — | — | — | UK34 (2 Wo.)UK | — | Erstveröffentlichung: 16. August 2004 |

Weitere Singles
- 2002: Could It Be Any Harder
- 2004: Anything
- 2024: Stand Up Now

### Beiträge auf Soundtracks
- 2002: Sweet Home Alabama – Liebe auf Umwegen: Keep Your Hands to Yourself
- 2003: Tatsächlich… Liebe: Wherever You Will Go

## Auszeichnungen für Musikverkäufe
| Goldene Schallplatte - Brasilien - 2003: für das Album Two - Kanada - 2002: für das Album Camino Palmero - Spanien - 2024: für die Single Wherever You Will Go | Platin-Schallplatte - Australien - 2002: für die Single Wherever You Will Go - Brasilien - 2003: für das Album Camino Palmero - Dänemark - 2024: für die Single Wherever You Will Go - Italien - 2019: für die Single Wherever You Will Go 2× Platin-Schallplatte - Neuseeland - 2023: für die Single Wherever You Will Go |

Anmerkung: Auszeichnungen in Ländern aus den Charttabellen bzw. Chartboxen sind in ebendiesen zu finden.
| Land/RegionAuszeichnungen für Musikverkäufe (Land/Region, Auszeichnungen, Verkäufe, Quellen) | Silber  | Gold     | Platin       | Verkäufe  | Quellen             |
| -------------------------------------------------------------------------------------------- | ------- | -------- | ------------ | --------- | ------------------- |
| Australien (ARIA)                                                                            | —       | —        | Platin1      | 70.000    | aria.com.au         |
| Brasilien (PMB)                                                                              | —       | Gold1    | Platin1      | 175.000   | pro-musicabr.org.br |
| Dänemark (IFPI)                                                                              | —       | —        | Platin1      | 90.000    | ifpi.dk             |
| Deutschland (BVMI)                                                                           | —       | Gold1    | —            | 250.000   | musikindustrie.de   |
| Italien (FIMI)                                                                               | —       | —        | Platin1      | 50.000    | fimi.it             |
| Kanada (MC)                                                                                  | —       | Gold1    | —            | 50.000    | musiccanada.com     |
| Neuseeland (RMNZ)                                                                            | —       | —        | 2× Platin2   | 60.000    | radioscope.co.nz    |
| Spanien (Promusicae)                                                                         | —       | Gold1    | —            | 30.000    | elportaldemusica.es |
| Vereinigte Staaten (RIAA)                                                                    | —       | —        | 3× Platin3   | 3.000.000 | riaa.com            |
| Vereinigtes Königreich (BPI)                                                                 | Silber1 | —        | 3× Platin3   | 1.560.000 | bpi.co.uk           |
| Insgesamt                                                                                    | Silber1 | 4× Gold4 | 12× Platin12 |           |                     |